# Magnolia compressa
Magnolia compressa är en magnoliaväxtart som beskrevs av Carl Maximowicz. Magnolia compressa ingår i släktet Magnolia och familjen magnoliaväxter. Inga underarter finns listade i Catalogue of Life.

## Bildgalleri

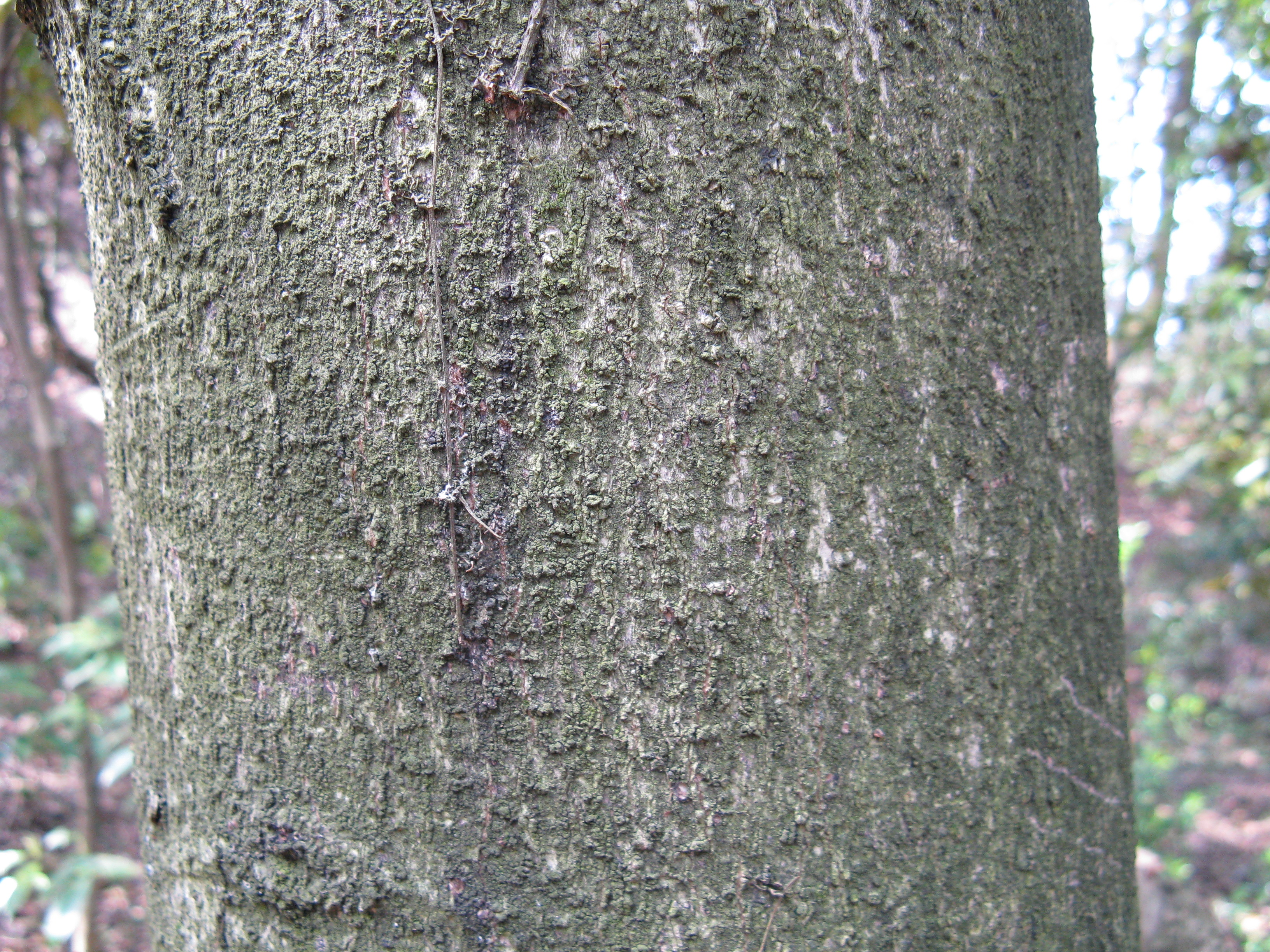
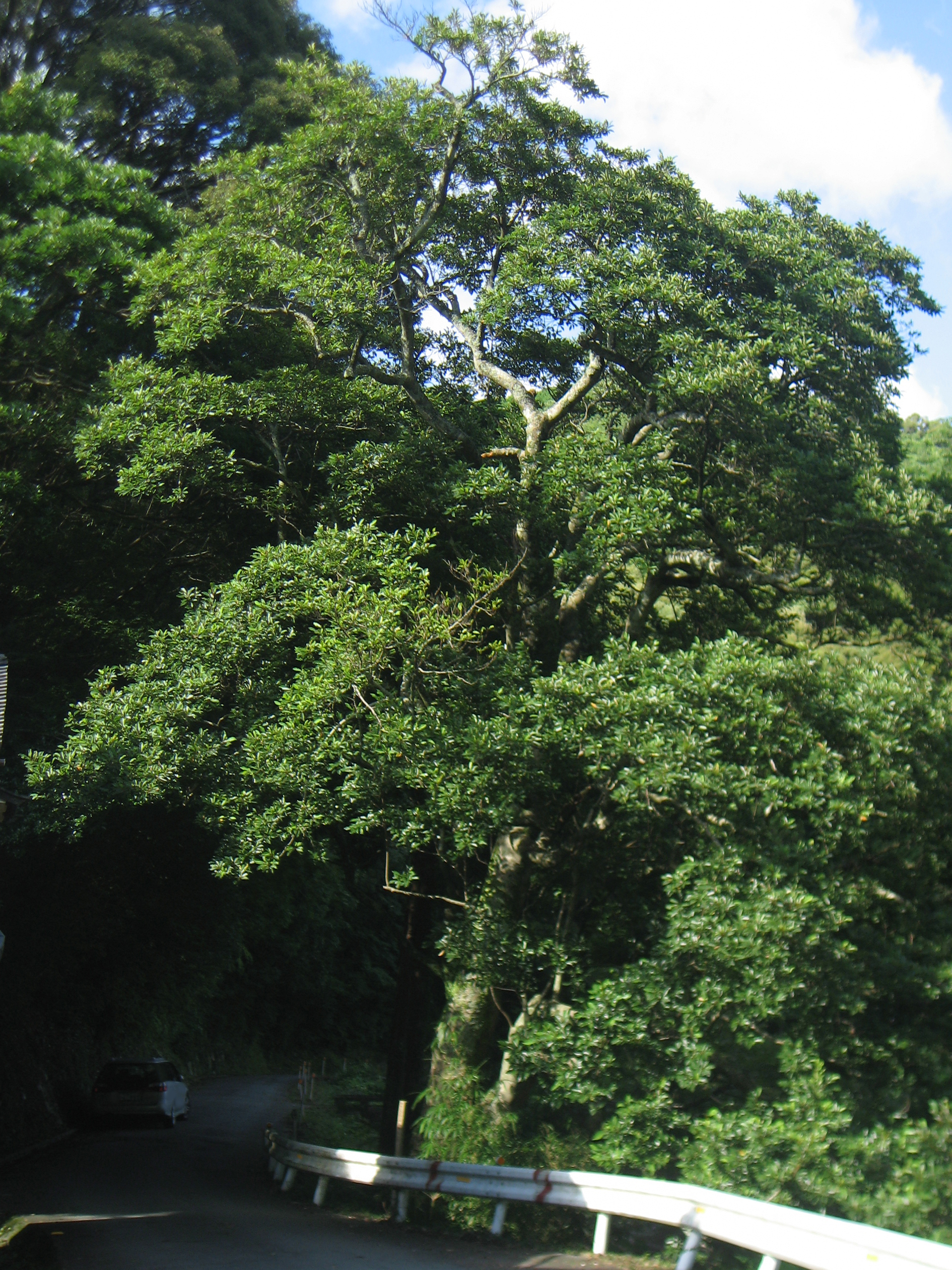
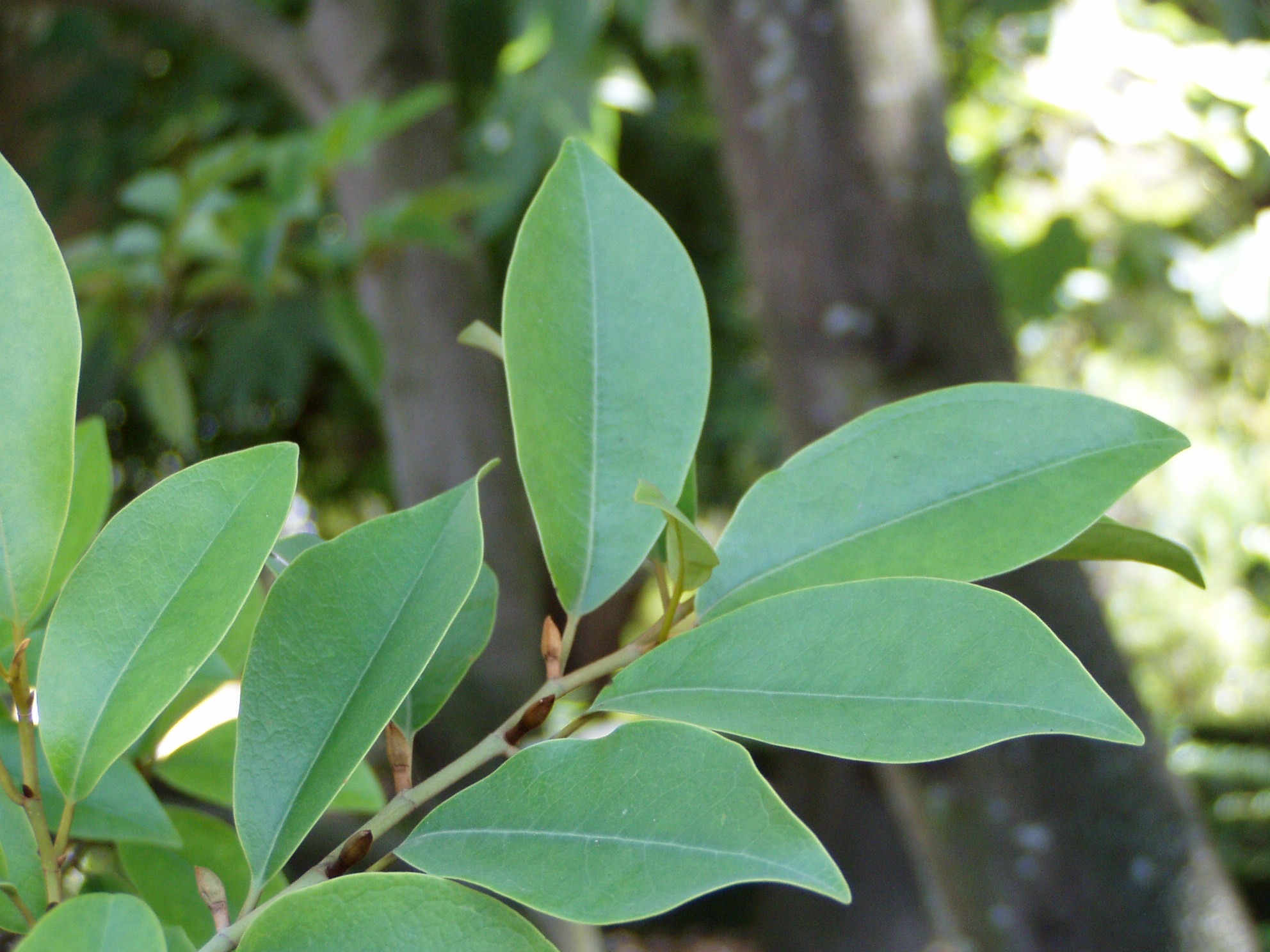